# Наглядач (Доктор Хто)
«Наглядач» (англ. The Caretaker) — шостий епізод восьмого сезону поновленого британського науково-фантастичного телесеріалу «Доктор Хто». Уперше вийшов в ефір каналу BBC One 27 вересня 2014 року. Епізод написали Ґарет Робертс і шоуранер серіалу Стівен Моффат, зрежисував Полом Мерфі.
Серія демонструє дванадцяте втілення прибульця та мандрівника в часі на ім'я Доктор (грає Пітер Капальді), що працює під прикриттям як наглядач у Школі Коал Гілл — місці роботи його супутниці Клари (грає Дженна Коулман). Робить він це, щоб зупинити наднебезпечного робота, що зветься Сковокс Бліцер (грає Джиммі Ві). Доктор також уперше зустрічає хлопця Клари, колишнього солдата Денні Пінка (грає Семюел Андерсон).
Епізод привернув увагу 6,82 мільйонів глядачів у Великій Британії та отримав позитивні відгуки від телекритиків.

## Сюжет
Клара всіма силами намагається втриматись між подорожами з Доктором, викладанням у Школі Коал Гілл та підтриманням стосунків з Денні Пінком, учителем математики і колишнім військовим.

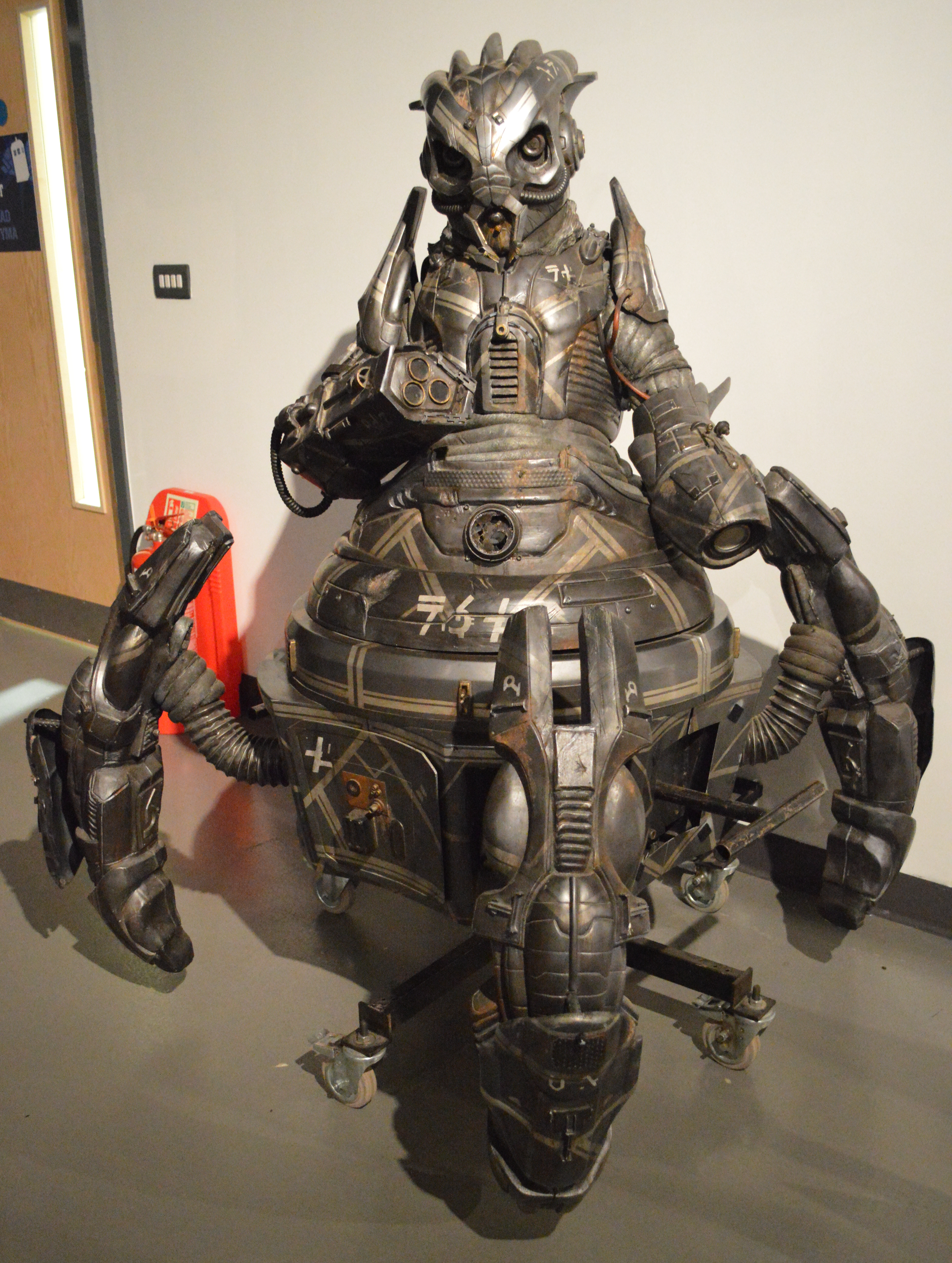
Сковокс Бліцер, показаний на Doctor Who Experience.

Доктор попереджає Клару, що для наступної пригоди йому потрібно працювати наодинці під прикриттям. Наступного дня Клара дивується, що його прийняли тимчасовим наглядачем у школу. Пізніше Доктор пояснює, що смертоносний робот Сковокс Бліцер, перебуває поруч зі школою і вже вбив місцевого офіцера. Якщо він не втрутиться, машина може зруйнувати Землю. Щоб запобігти цьому, він установлює навколо школи пристрої, аби створити часовий вихор та відправити робота в далеке майбутнє, де той вже нікому не нашкодить. Також Доктор планує використати годинник-невидимку, щоб наблизитися до нього.
Денні спостерігає за поведінкою Клари й Доктора та починає підозріло ставитися до останнього. Він випадково знаходить біля школи один із пристроїв і вимикає його. Коли Доктор намагається здійснити свій план, вчинок Денні призводить до того, що Бліцер переміщується вперед лише на 74 години. Побачивши, як Доктор знову підходить до Клари, обговорюючи цю невдачу, Денні звинувачує Клару, вважаючи її іншопланетянкою. Тоді Клара й розкриває Докторові, що Денні — це її хлопець. Володар часу стверджує, що Клара припустилася «помилки бойфренда». Клара дозволяє Денні використати годинник-невидимку, щоб побачити, як вона взаємодіє з Доктором у TARDIS. Однак Доктор знає про присутність Денні, й останній порівнює Доктора з офіцером перед пенсією. Тим часом школярка Кортні Вудс натрапляє на TARDIS і починає скрізь слідувати за Доктором.
Бліцер з'являється раніше, ніж очікувалося, саме під час батьківських зборів. Доктор і Клара ненавмисно запускають механізм самознищення Бліцера, але своєчасне втручання Денні дозволяє їм запобігти вибуху. Доктор пропонує Кортні поїздку в TARDIS, під час якої він залишає неактивного Бліцера в глибокому космосі, але Кортні стає погано. На Землі Денні каже Кларі, що вражений її рішучістю під керівництвом Доктора, але не дозволяє надто захоплюватися цим, зважаючи на небезпеку, інакше їхні стосунки закінчаться.
Тим часом офіцер громадської підтримки опиняється у Землі обітованій, також відомій як Загробна сфера. Себ вислуховує його думки та говорить, що той помер, потрапивши сюди. Поряд з'являється таємнича жінка, яка надто зайнята, щоб розбиратись з офіцером.

## Виробництво
Читка сценарію «Наглядача» відбулася 20 березня 2014 року. Згодом розпочався й процес фільмування, 24 березня на вулиці Б'ют-стріт та проспекті Ллойда Джорджа в Кардіффі. Зйомки продовжилися в комплексі The Maltings, що в Кардіфф-Бей, та колледжі Сеінт Іллтуду для хлопчиків у Сплотті 4 квітня 2014 року. Деякі сцени також фільмувалися в Голтонській початковій школі у Баррі 5 квітня. 8 квітня локацією для епізоду послужила Тонірефейльська загальноосвітня школа в Південному Уельсі. Основні зйомки відбулись 11 квітня 2014 року, а фінальну сцену із Крісом Аддісоном у ролі Себа відзнято 11 червня.

## Трансляція епізоду та відгуки
«Наглядач» уперше транслювався на телеканалі BBC One 27 вересня 2014 року. Показники переглядів за всю ніч у Великій Британії показали аудиторію в 4,89 мільйона. Загалом епізод переглянули 6,82 мільйонів глядачів. У США серія привернула увагу 0,96 мільйона глядачів. Індекс оцінки склав 83.

### Сприйняття
Епізод отримав позитивні відгуки. Річард Бук з Daily Mirror дав епізоду 4 зірки з 5, назвавши його «смішним, легким і розважливим», похваливши комедійний виступ Капальді. Кері Редфорд із The Daily Telegraph також дала йому 4 зірки з 5 і високо оцінила результати гри Капальді. Саймон Брю з Den of Geek назвав серію «безсумнівно однією з найкращих [у восьмому сезоні]». Він також високо оцінив комедійні елементи епізоду та сценарні навички Робертса. Він похвалив Коулман та Андерсона, назвавши їх «відмінними» і додавши, що це їхній «найкращий виступ у серіалі». Морґан Джеффері з Digital Spy написав позитивний відгук, назвавши епізод «веселим, теплим і зворушливим». У тексті критикувалася загроза у вигляді Бліцера, натомість похвалу отримав Капальді та його інтерпретація Доктора — це «найскладніший і найрізноманітніший Володар Часу, якого ми бачили з часів Екклстона». Він дав «Наглядачеві» 4 зірки з 5.
Метт Ріслі з IGN позитивно відгукнувся про епізод, високо оцінивши характер Клари у цьому сезоні та загальну акторську гру трьох головних героїв. Він назвав серію «задовільною, попри випадкові невдачі в бік мильної опери». Критики ж знову зазнав Блітцер. Загалом, він дав епізоду 7.9 балів з 10 (Хороший), сказавши, що це «емоційний вступ з динамічним діалогом» і «перемога Хто». Ніла Дебнат із The Independent негативно сприйняла серію, як «м'яку землецентричну пригоду, що не змогла зворушити». Однак вона похвалила Елліс Джордж, описуючи її як «зірку, що створюється» і включення її в епізод як щось велике.

## Цікаві факти
- Школа Коал Гілл фігурувала в «Докторі Хто» ще з першої його серії. Там працювали супутники Першого Доктора, учителі Ієн Честертон та Барбара Райт.
- Доктор згадує риболюдей, які «схожі на риб і людей». Риболюдьми називали створінь у серії Підводна загроза (1967), неясно чи Дванадцятий мав на увазі тих самих істот чи зовсім інших.[1]
- Ім'я Джон Сміт упродовж серіалу Доктором використовував багато разів ще з часів його другого втілення, а саме класичної серії Колесо в космосі (1968).
- Десятий Доктор і команда теж працювали під прикриттям у школі, це були події епізоду «Шкільна зустріч» другого сезону.
- Доктор каже, що після сварки з Рівер провів місяць поряд з видрами. Це перша згадка Рівер Сонг після її останньої появи у фіналі сьомого сезону «Ім'я Доктора» (2013).[1]
- На уроці Клара обговорює з учнями роман «Гордість і упередження». Коли до дискусії підключається Доктор, вони сперечаються, чи Джейн Остін написала цей твір 1796 чи все ж 1797 року.
- За словами Доктора, Сковокс Бліцер потрапив до школи через велику кількість тамтешнього артронного випромінювання. Цей термін у серіалі вживався кілька разів та пов'язаний із залишковою енергією подорожей у часі. Кейт Стюарт таким чином відстежила місце перебування Одинадцятого Доктора. Уперше ж артрони згадуються в серії Безжалісний убивця епохи Четвертого Доктора.[1]
- У цьому епізоді персонажі застосовують вібро-щипці, годинник-невидимку та хронодинамічні генератори.